# 阿尔沃兰海

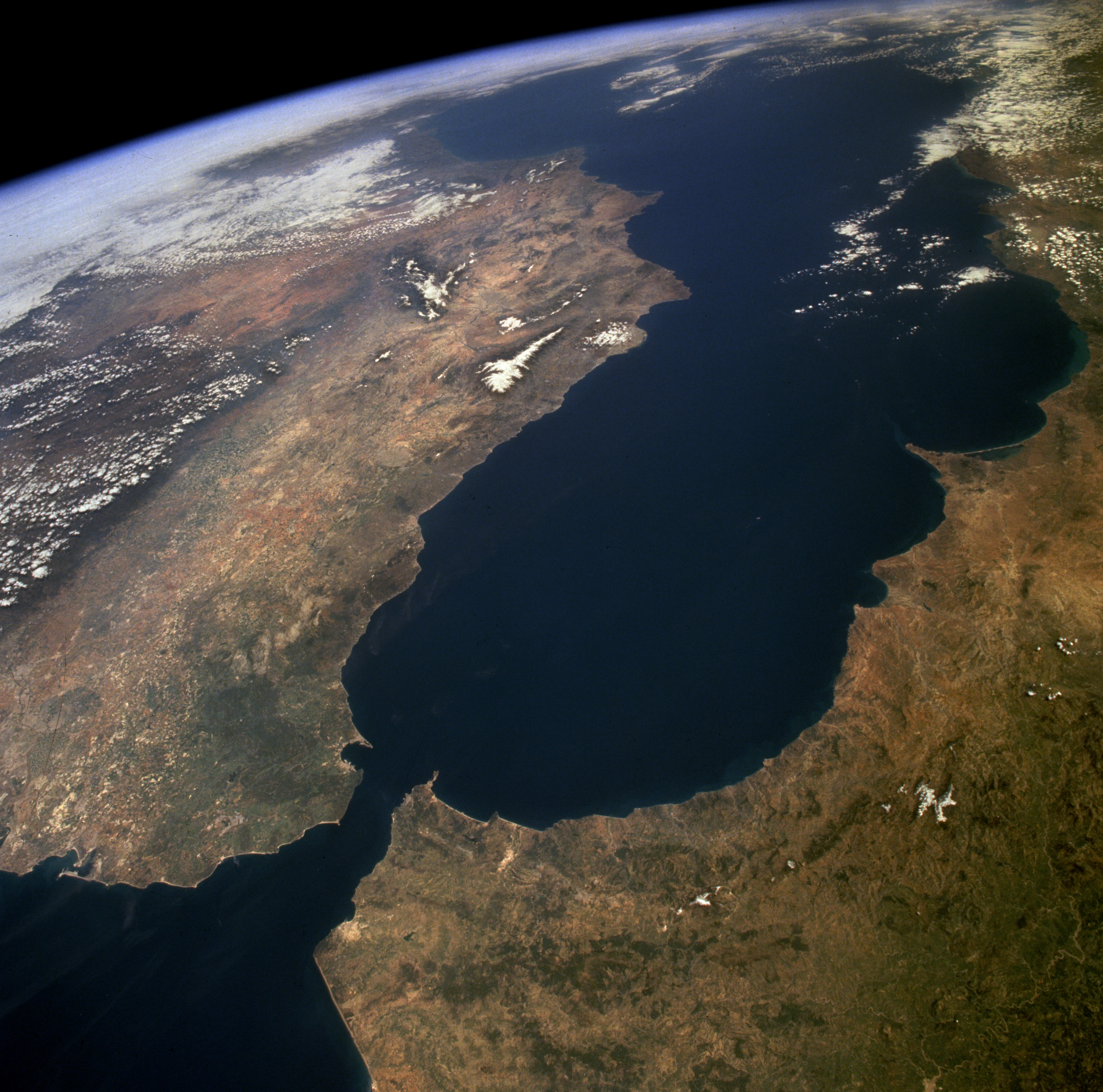
图片中间的海域即阿尔沃兰海，海域的左边是欧洲大陆，右边是非洲大陆，两片大陆之间最窄处是直布罗陀海峡

阿尔沃兰海（西班牙語：Mar de Alborán），也稱伊伯利海， 伊比利海 (Mar Ibérico; Mare Ibericum)，是地中海的一个附属海，是一片夹在伊比利亚半岛和非洲大陆西端末尾之间的海域，通过直布罗陀海峡和大西洋相连。

## 概述
海区东西长370千米，南北宽170千米，面积约6万平方千米。
南北两岸多山地，岸线一般较平直，多陡岸。岸边平原较狭窄，仅河口地区为平原海岸。沿岸只有一些短小的河流入海，最长的河流为摩洛哥的穆卢耶河，长约500千米，该河口附近有小规模的查法里纳斯群岛（西班牙占领），其他海岸外没有岛屿。
海域岸边少海滩和浅海，10米等深线紧贴海岸。大陆架宽度只有5～25千米。大陆架以外海底比较平坦，中部只有一条水深浅于200米的海底山脉，呈东北－西南向延伸约75千米。最浅处露出海面即为阿尔沃兰岛，岛高19.8米，岛西北72千米处还有一座顶部181米深的海山。
海域属地中海型气候，冬季温暖多雨，夏季炎热干旱。气温南岸略高于北岸，1月平均10℃左右，8月22～25℃。水温2月北部平均约10℃，南部约16℃，8月北部约22℃，南部约28℃。盐度37‰，海水透明度30米以上。潮汐为半日潮，潮差0.5米。表层流自经直布罗陀海峡进入本海域，流速2～3节，表层以下的密度自东向西出直布罗陀海峡入大西洋，流速较慢。
阿尔沃兰海是大西洋经直布罗陀海峡进出地中海的必经海域，交通地位十分重要，历史上曾发生过多次海战和军事活动。